# كابيري مبوشي
كابيري مبوشي هي مستوطنة، في زامبيا، تقع في Kapiri Mposhi District ‏، بلغ عدد سكانها 240,841 نسمة وذلك حسب إحصائيات سنة 2010.

## أعلام
- جاني سيكازوي